# Scotiabank Saddledome

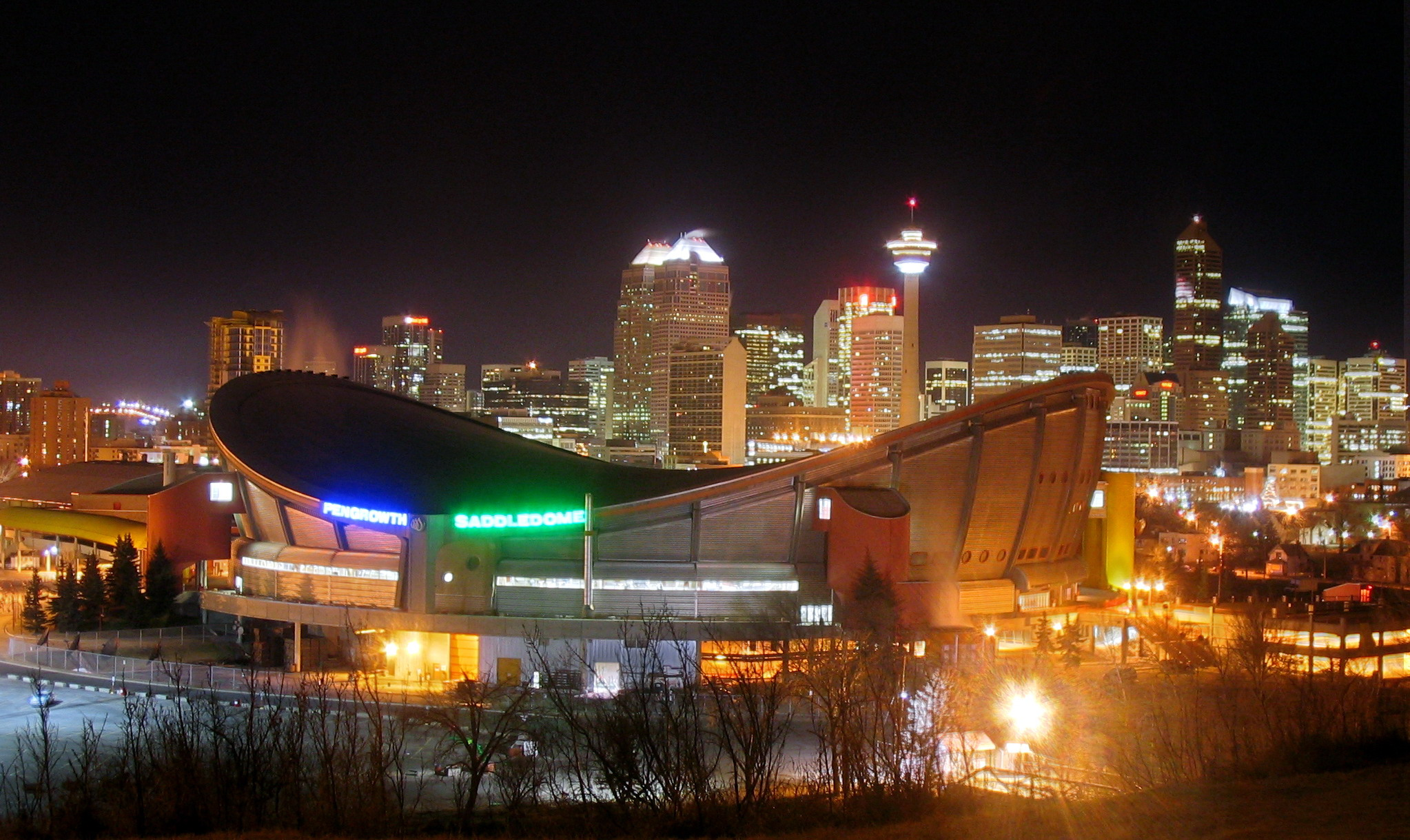
Scotiabank Saddledome

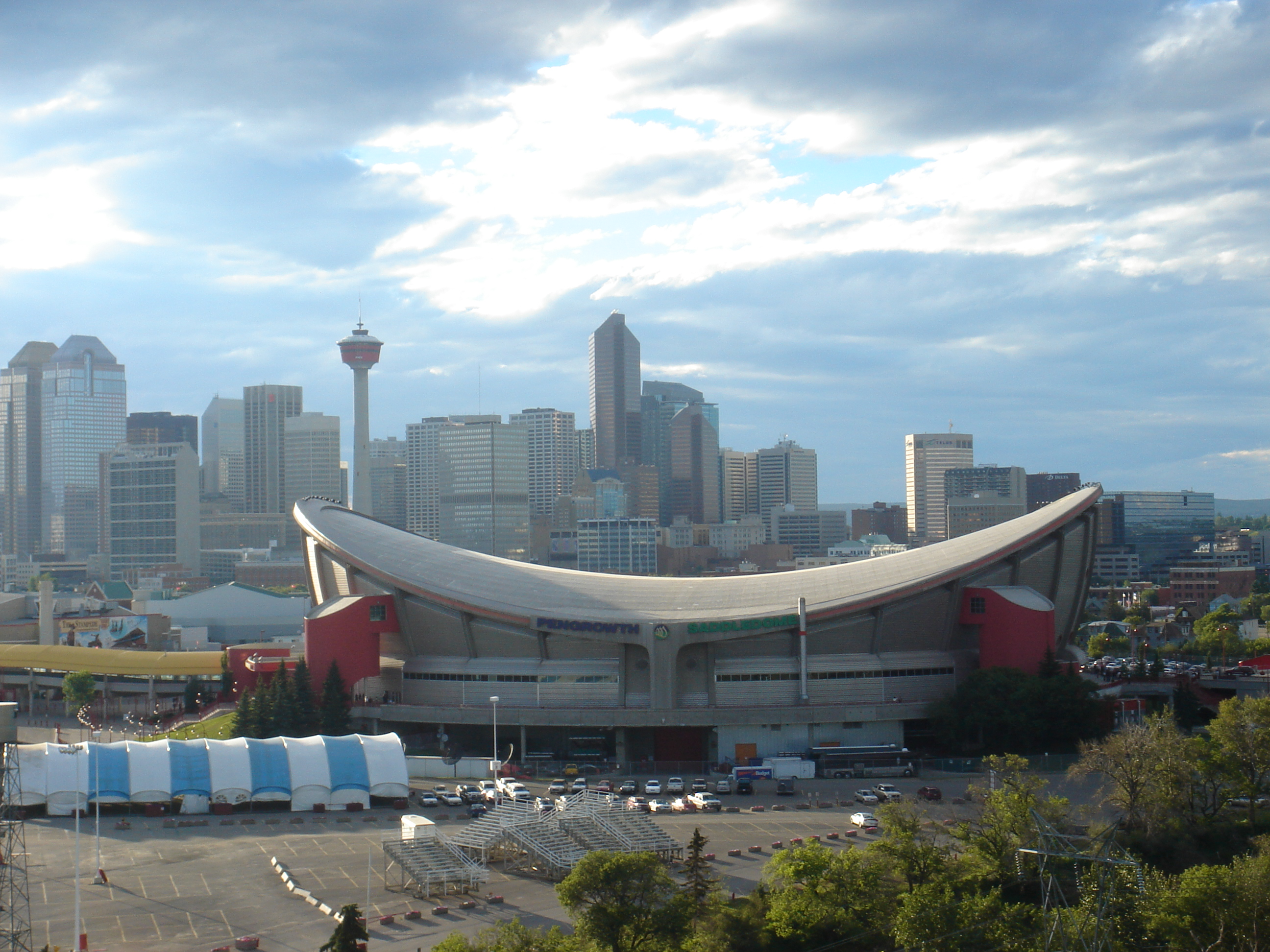
Scotiabank Saddledome

Scotiabank Saddledome – hala do hokeja na lodzie oraz do lacrosse. Hala znajduje się w Calgary w Kanadzie. Od 1983 do 1996 hala nazywała się Olympic Saddledome, od 1996 do 2000 Canadian Airlines Saddledome, a od 2000 do 2010 Pengrowth Saddledome. Obecna nazwa istnieje od 2010 roku. 
Obecnie swoje mecze rozgrywają tutaj:
- Calgary Flames-NHL (od 1983)
- Calgary Hitmen-WHL (od 1995)
- Calgary Roughnecks-NLL (od 2001)

## Najważniejsze wydarzenia
- W 1988 roku hala służyła do rozgrywania meczów hokejowych podczas Igrzysk olimpijskich w Calgary
- W 2006 roku odbywały się tutaj Mistrzostwa Świata w Łyżwiarstwie Figurowym

## Informacje
- Adres: 555 Saddledome Rise SE Calgary, Alberta T2G 2W1
- Otwarcie: 1983
- Koszt budowy: 100 milionów dolarów kanadyjskich
- Architekt: Graham McCourt Architects
- Pojemność: 19 289 miejsc